# Terence Drainey
Terence Patrick Drainey (ur. 1 sierpnia 1949 w Manchesterze) – brytyjski duchowny rzymskokatolicki, od stycznia 2008 pełni urząd biskupa diecezjalnego Middlesbrough.

## Życiorys
Drainey przechodził formację przygotowującą do kapłaństwa najpierw w Ushaw College w północnej Anglii, następnie w Kolegium Angielskim w Valladolid, a wreszcie na Papieskim Uniwersytecie Comillas w Madrycie. W 1975 powrócił do swojej rodzinnej diecezji Salford, przyjął święcenia kapłańskie i rozpoczął pracę duszpasterską jako wikariusz w różnych parafiach. W 1986 jego ówczesny ordynariusz, bp Patrick Kelly, w ramach pomocy dla Kościoła w Afryce skierował go do pracy w diecezji Kisumu w Kenii, gdzie brakowało kapłanów. Spędził tam pięć lat. Po powrocie został awansowany na stanowisko proboszcza w parafiach diecezji Salford, które zajmował przez sześć kolejnych lat. Następnie powrócił do seminariów, w których wcześniej sam się uczył. Najpierw w latach 1997-2003 pracował w Valladolid, gdzie był dyrektorem studiów I roku, z programem zajęć mającym na celu weryfikację powołania do kapłaństwa. Następnie został prezydentem Ushaw College.
W roku 2006 został wyniesiony do godności prałata. 17 listopada 2007 Stolica Apostolska ogłosiła jego nominację na biskupa Middlesbrough. Ingres do tamtejszej katedry odbył się 25 stycznia 2008 roku. Sakry udzielił mu Patrick Kelly jako arcybiskup metropolita Liverpoolu (diecezja Middlesbrough należy do tej metropolii).